# 唐·博尔
唐·博尔（英語：Don Boal，1907年9月20日—1953年7月31日），加拿大前男子赛艇运动员。他曾代表加拿大参加1932年夏季奥林匹克运动会赛艇比赛，获得男子八人单桨有舵手铜牌。